# Płowce Pierwsze
Płowce Pierwsze – część wsi Płowce w Polsce położona w województwie kujawsko-pomorskim, w powiecie radziejowskim, w gminie Radziejów.

## Historia
Dawniej samodzielna wieś. W latach 1954–1973 siedziba gromady Płowce I.